# ウィーラー・ユウタ
ポール・ソーレン・グルーバー（Paul Soren Gruber, 1996年10月26日 - ）は、アメリカ合衆国ペンシルベニア州フィラデルフィア出身のプロレスラー。AEWにてウィーラー・ユウタ（Wheeler Yuta）のリングネームで所属。日系アメリカ人。

## 経歴

### 生い立ち
アメリカ合衆国ペンシルベニア州フィラデルフィアにて、アメリカ人の父と日本人の母の間に生まれる。両親は、父がアメリカ海軍の最上級上等兵曹として活動していた際に出会った。
一度サウスカロライナ州に移住した後に再びフィラデルフィアへ戻り、ビラノバ大学を卒業した。

### キャリア初期

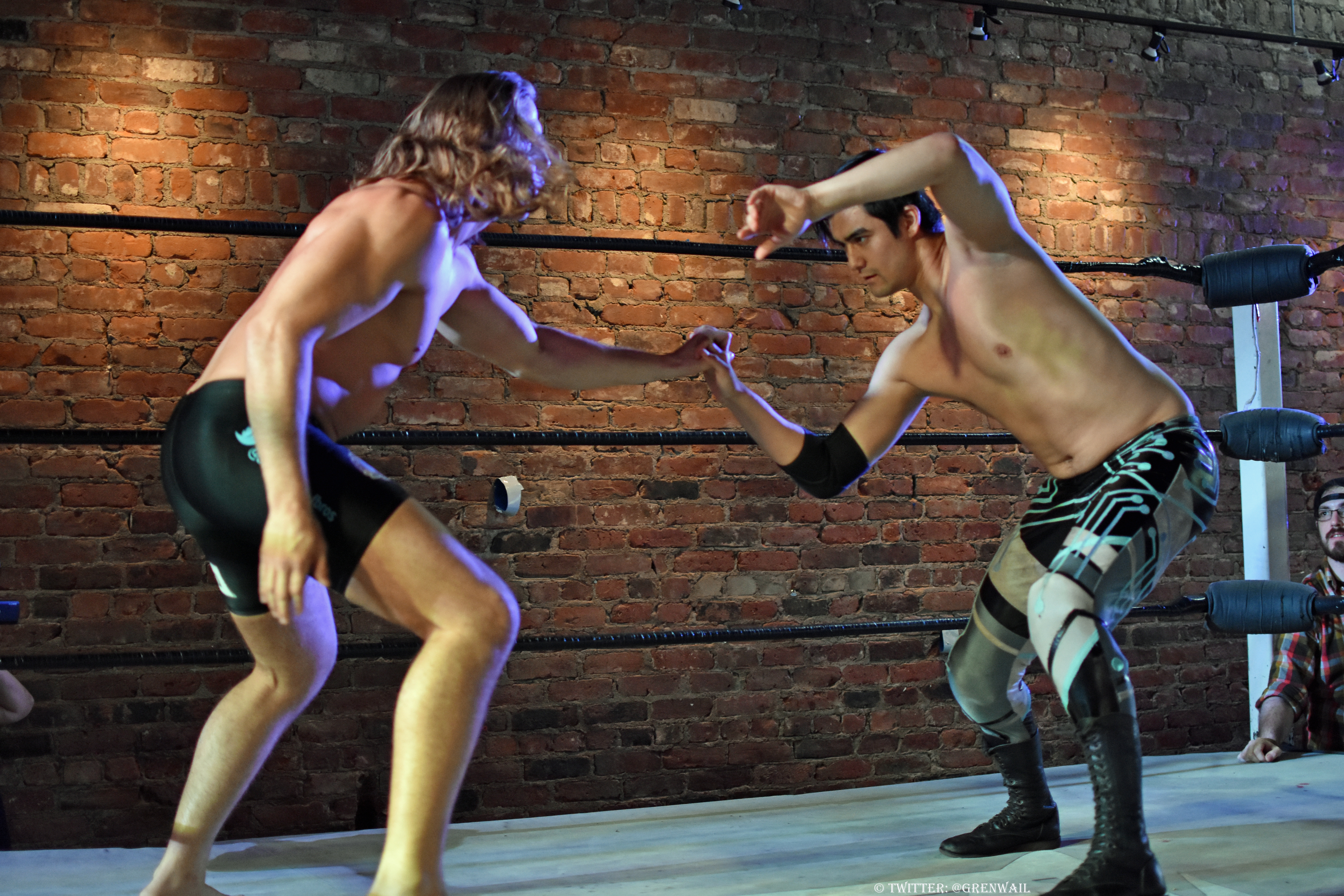
マット・リドルと対戦するユウタ
(写真右、2018年)

2014年にプロレスラーとしてデビュー。2015年にはコンバット・ゾーン・レスリング（CZW）に初参戦し、2016年末まで同団体で活動した。2017年7月には『ウィラー勇太』のリングネームでみちのくプロレスに留学参戦した、10月5日にはメジャー・リーグ・レスリング（MLW）で初出場し、MJFに敗れた。

### ROH
2020年にROHへ初参戦。ピュア・トーナメント1回戦でジョナサン・グレシャムに敗れた。
2022年7月1日、ジョシュ・ウッズに勝利してROHピュア王座を初戴冠した。5月24日にはウッズを相手に初防衛戦を行い、勝利した。6月29日にはトニー・ニース、7月23日にはダニエル・ガルシアと防衛戦を行い、いずれも勝利した。9月7日、ガルシアに敗れて王座陥落した。
2022年12月10日、ガルシアとのROHピュア王座戦に勝利して二度目の戴冠を果たした。2023年1月18日には防衛戦で新納刃に勝利した。その後は新日本プロレスLA道場でクラーク・コナーズと防衛戦を行い、勝利した。3月31日、柴田勝頼に敗れて王座陥落した。

### AEW
2021年6月29日にオール・エリート・レスリング（AEW）に初参戦し、カール・アンダーソンと対戦した。その後は負傷離脱したトレント・ベレッタの代役としてユニット「ベスト・フレンズの一員として活動した。
2022年3月30日、ブライアン・ダニエルソンと対戦して敗れた後にベスト・フレンズから離脱し、ザ・ブラックプール・コンバット・クラブ（BCC）への加入を仄めかした。4月8日にはコンバット・クラブのメンバーであるジョン・モクスリーと死闘を繰り広げた。試合には敗れたもののBCCのメンバー達から戦いぶりを評価され、加入が決定した。
2023年5月28日、BCC対The Eliteでトルネード方式の8人タッグマッチが行われ、最後に自身がケニー・オメガをフォールして勝利した。6月25日にはモクスリー、クラウディオ・カスタニョーリ、竹下幸之介、海野翔太と組んで10人タッグマッチでアダム・ペイジ、エディ・キングストン、ヤング・バックス、石井智宏と対戦したが、敗れた。11月25日、柴田勝頼に勝利して三度目のROHピュア王座戴冠を果たした。

### 新日本プロレス
2021年4月、新日本プロレスのNJPW STRONGに初参戦した。
2022年にはBEST OF THE SUPER Jr.に出場したが、5勝4敗で決勝進出を逃した。

### プロレスリング・ゲリラ
2022年1月にプロレスリング・ゲリラのバトル・オブ・ロサンゼルスに出場。1回戦でブレイク・クリスチャンに勝利したが、2回戦でマイク・ベイリーに敗れた。

## 得意技
ペイン・スリラー
相手の右腕を右脇下に抱え込みながら股下に左腕を差し込んで担ぎ上げ、捻りを加えて後頭部から叩きつける変形オリンピック・スラム。インディー時代から得意とする投げ技フィニッシャー。
ブリッジング・インディアン・デスロック
仰向け状態の相手の両足をリバース・インディアン・デスロックで固め、そこから立ち上がり、そのままブリッジして締め上げる変形リバース・インディアン・デスロック。痛め技として使用

## 人物
スティールドラムが趣味。

## 獲得タイトル
AEW
- AEW世界トリオ王座：1回

w / PAC、クラウディオ・カスタニョーリ
チカラ
- チカラ・ヤングライオンカップ優勝：1回（2017年）

CZW
- ドラマチック・デスティネーションシリーズ優勝：1回（2016年）
- トリフェクタ・エリミネーション優勝：1回（2018年）

DOJOプロレスリング
- DOJOホワイトベルト王座：1回

NOVAプロレスリング
- コモンウェルスカップ優勝：1回（2018年）

ROH
- ROHピュア王座：3回

| 年   | 2020 | 2021 | 2022 | 2023 | 2024 |
| ---- | ---- | ---- | ---- | ---- | ---- |
| 順位 | 386  | 96   | 43   | 63   | 86   |